# Gardsko jezero
Jezero Garda (tal. Lago di Garda ili Benaco) je najveće jezero u Italiji i 34. jezero po veličini u Europi. Lago di Garda leži u podnožju Alpa na oko pola puta između Venecije i Milana. Površina jezera iznosi 369,98 km², teritorij Jezera Garda i njegove obale podijeljeni su između pokrajina; Verona (jugoistok), Brescia (jugozapad), i Trento (sjever). Kako je jezero blizu glavne europske prometnice sjever-jug i prijevoja Brenner, izuzetno je dobro posjećena turistička destinacija, s velikim brojem ekskluzivnih hotela i odmarališta duž obale.

## Zemljopisne osobine
Sjeverni dio jezera uz Alpe je uži, okružen je planinama, od kojih većina pripada masivu Monte Baldo. Lago di Garda je jezero glacijalnog porijekla, leži u morenskoj dolini koja je vjerojatno nastala pod djelovanjem paleolitskog ledenjaka. Iako su tragovi djelovanja ledenjaka je vidljivi i danas, stručnjaci misle da je ledenjak bio na mjestu ranije formirane depresije, a erozivne tragove zbog kretanja napravio je prije 5 – 6 milijuna godina.
Lago di Garda ima brojne otočiće i pet većih, najveći od njih zove se Isola del Garda. Odmah pored njega prema jugu nalazi se Isola San Biagio, zvana i Isola dei Conigli (Otok zečeva). Oba otoka su pored mjesta San Felice del Benaco, na zapadnoj strani jezera. Ostala tri veća otoka su; Isola dell'Olivo, Isola di Sogno i Isola di Trimelone, svi su smješteni na sjeveru blizu istočne obale. 
Glavna jezerska pritoka je rijeka Sarca, dok je jedini istjek rijeka Mincio.

### Znamenitosti
Na južnim obalama jezera leži antički utvrđeni grad Sirmione, smješten na jugu jezera. Sirmione je već odavnina poznato ladanjsko mjesto s brojnim hotelima, restoranima, barovima i trgovinama. U njemu se danas nalazi turistički kompleks Virgilio & Catullo Spa. Nad Sirmioneom dominira slikovita utvrda iz 13. stoljeća. Već je rimski pjesnik Gaj Valerije Katul, znao za blagodeti Garde te je imao vilu uz obale jezera, danas posjetitelji mogu vidjeti ostatke rimskih termi – Grotte di Catullo, iako nema nikakvih dokaza da je tu Katul doista imao vilu. Na vrhu poluotoka kod Sirmionea nalazi se poznati sumporni izvor, osobito popularan kod bolesnika dišnih puteva i uha. U neposrednoj blizini Sirmionena, nalazi se Gardaland, jedan od najpoznatijih parkova za zabavu u Italiji.
Kod južne obale jezera Garde odvila se je Bitka kod Lonata 1796. u kojoj su se srazile habsburške i francuske snage koje je vodio Napoleon.

## Mjesta uz obale Lago di Garda
| Pokrajina Trento od zapada na istok | Pokrajina Verona od sjevera na jug                                                                                   | Pokrajina Brescia od juga na sjever |  |
| ----------------------------------- | --- | --- |  |
| - Riva del Garda - Nago-Torbole     | - Malcesine - Brenzone - Torri del Benaco - Garda - Bardolino - Lazise - Castelnuovo del Garda - Peschiera del Garda | - Sirmione - Desenzano del Garda - Lonato - Padenghe sul Garda - Moniga del Garda - Manerba del Garda - San Felice del Benaco - Salò - Gardone Riviera - Toscolano-Maderno - Gargnano - Tignale - Tremosine - Limone sul Garda |  |

## Galerija slika s jezera Garda
- Pogled na jezero s Alpa
- Mjesto Val di Sogno
- Rt San Vigilio
- Pogled na jezero iz Gargnana
- Pogled na jezero iz Malcesine
- Pejzaž Gustav Klimt Malcesine (1913)
- Gradić Nago-Torbole na sjevernim obalama jezera
- Zalaz sunca kod mjesta Torri del Benaco

## Vanjske poveznice
- Informacije za turiste o jezeru Garda
- Službene stranice Lago di Garda
- Tourističke informacije o jezeru Garda  Arhivirana inačica izvorne stranice od 29. ožujka 2010. (Wayback Machine)
- Vodič po jezeru Garda, karte, događaji
- Brodske linije po jezeru Garda  Arhivirana inačica izvorne stranice od 4. travnja 2010. (Wayback Machine)
- Foto galerija jezera Garda
- Interaktivna panoramska snimka jezera Garda  Arhivirana inačica izvorne stranice od 9. prosinca 2010. (Wayback Machine)